# Zakłady Tkanin Wełnianych „Mazovia”

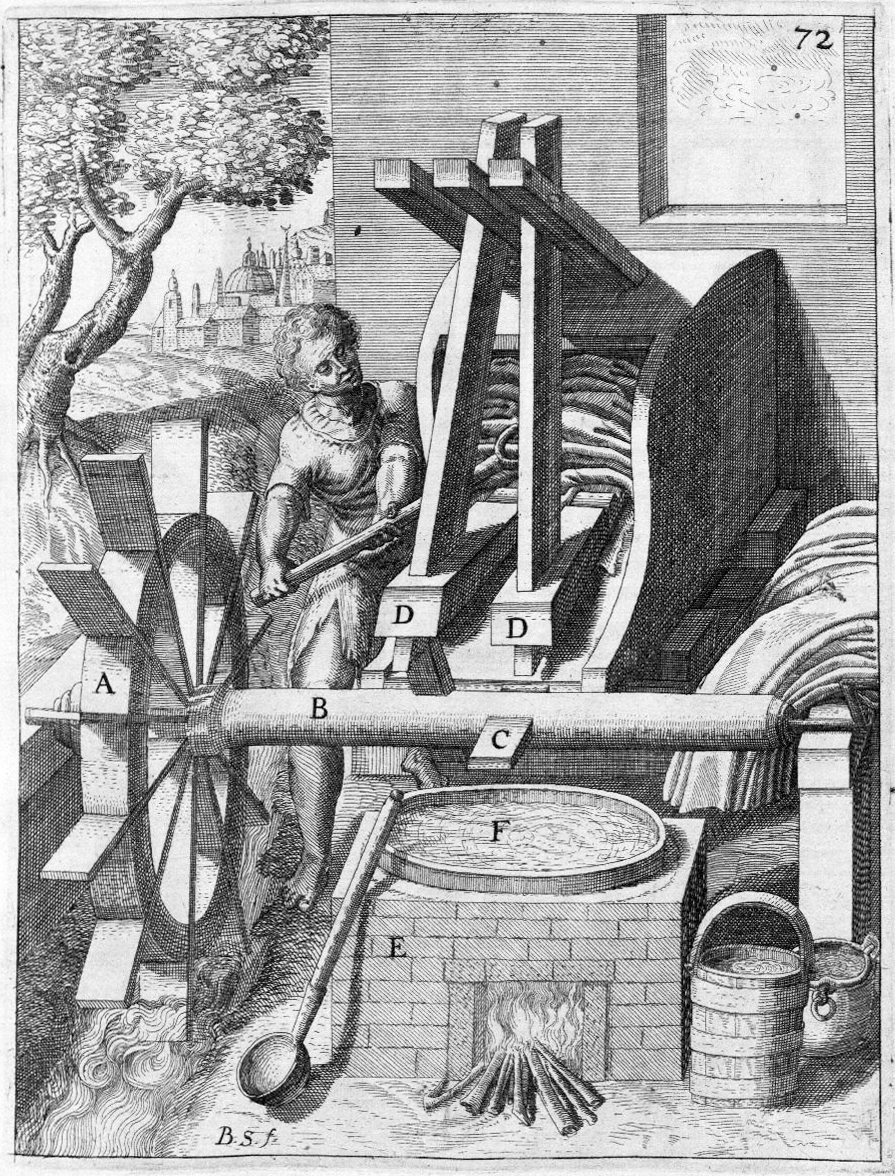
Folusz z napędem wodnym sprzed elektryfikacji przemysłu

Zakłady Tkanin Wełnianych „Mazovia” – istniejące w latach 1857–2007 przedsiębiorstwo przemysłu lekkiego w Tomaszowie Mazowieckim.

## Historia

### W XIX wieku jako drugi tomaszowski przemysł
Początki „Mazovii” sięgają drugiej połowy XIX wieku. W latach 1857–1879 uruchomiono cztery fabryki włókiennicze należące do:
- Hilela Landsberga,
- Moritza Piescha,
- Dawida Bornsteina,
- Jakuba Halperna.

Największym z czterech powyższych przedsiębiorstw była fabryka Landsberga. Firma nabrała impetu szczególnie po wojnie krymskiej podczas której realizowała zamówienia dla wojska. W 1881 roku jako pierwsza fabryka została zelektryfikowana. Pozwoliło to uruchomić kilkadziesiąt krosien mechanicznych, kilka zespołów przędzalniczych, oddział farbiarni i apreturę.
Lokalizacja
Wszystkie fabryki tworzące późniejszą „Mazovię” wybudowano wzdłuż dwóch ulic z których jedna była kontynuacją poprzedniej. Od wschodu była to ulica Gustowna (obecnie ul. Konstytucji), przecinając drogę warszawską przechodziła w ulicę św. Tekli (obecnie ul. Barlickiego). Ów ciąg komunikacyjny pomiędzy fabrykami biegł wzdłuż rzeki Wolbórki. Były to tereny w pierwszej kolejności wyznaczone przez właściciela ziem dzisiejszego Tomaszowa – Tomasza Ostrowskiego pod osadnictwo tkaczy i pierwsze folusze. Nieopodal na prawym brzegu rzeki funkcjonowały już od drugiej połowy XVIII wieku obiekty metalurgiczne – pierwszy tomaszowski przemysł. Podobnie jak w hutnictwie również przy ówczesnej produkcji tkanin rzeka odgrywała ogromną rolę.

### Uspołecznienie
Po zajęciu miasta przez Armię Czerwoną i nacjonalizacji w drugiej połowie lat 40. XX wieku w upaństwowiono zakłady podporządkowując je Tomaszowskiemu Zjednoczeniu Przemysłu Włókienniczego. Na podstawie art. 1 dekretu z dnia 3 stycznia 1947 roku o tworzeniu przedsiębiorstw państwowych dokonano komasacji terenów fabrycznych położonych wzdłuż rzeki Wolbórki, w wyniku połączenia czterech największych i kilkunastu mniejszych manufaktur i warsztatów włókienniczych powstały dwa duże zakłady:
- „Państwowe Zakłady Przemysłu Wełnianego nr 27”
- „Państwowe Zakłady Przemysłu Wełnianego nr 28”[2].

### Połączenie zakładów
W latach 60. XX wieku w oparciu o Rozporządzenie Ministra Przemysłu Lekkiego nr 304/63 z dnia 31 grudnia 1963 roku w sprawie scalenia przedsiębiorstw zostały one połączone w jeden zakład przyjmując nazwę „Mazovia”.

### Po 1989 roku
W czerwcu 1995 roku Mazowieckie Zakłady Przemysłu Wełnianego „Mazovia” przekształciły się w spółkę akcyjną pod nazwą Zakłady Tkanin Wełnianych „Mazovia” S.A. W 2007 roku postawiono zakład w stan upadłości. Na części terenów byłej Mazovii znajduje się obecnie Galeria „Tomaszów” – największy obiekt handlowy w mieście, po drugiej stronie ulicy Warszawskiej biegnącej przez środek dawnej „Mazovii” obecnie znajduje się największy w mieście hipermarket – Kaufland.

## Produkcja
Zakład produkował tkaniny zgrzebne, czesankowo-zgrzebne oraz czesankowe w następujących grupach:
- płaszcze damskie,
- płaszcze męskie,
- ubraniowe (żakiety, marynarki),
- kostiumowe (m.in. żakiety męskie, damskie)
- samochodowe (tapicerka)
- produkcja specjalna (dla potrzeb wojska).

Pierwszy krajowy znak najwyższej jakości przedsiębiorstwo uzyskało w 1970 roku, a siedem lat później – jako pierwszy zakład w ówczesnym województwie piotrkowskim – uzyskał prawo oznaczania wyrobów międzynarodowym znakiem jakości „Q”.